# Turó de Sant Lleïr
El turó de Sant Lleïr (conegut també amb el nom del turó del Jou) és una muntanya de 1.037,7 metres del municipi de la Coma i la Pedra al Solsonès Al peu del seu vessant nord-oriental hi ha l'església de Sant Lleïr de Casabella.